# Neil Eckersley
Neil Eckersley   (Bolton, 5 d'abril de 1964) és un judoka anglès, ja retirat, que va competir durant la dècada de 1980.
El 1984 va prendre part en els Jocs Olímpics d'Estiu de Los Angeles, on guanyà la medalla de bronze en la competició del pes extra lleuger del programa de judo. Quatre anys més tard, als Jocs de Seül, fou catorzè en la mateixa categoria. En el seu palmarès també destaca una medalla de plata en els Jocs de la Commonwealth de 1986 i dues medalles de bronze en el Campionat d'Europa de judo, el 1987 i 1988.
Des del desembre de 2014 posseeix el 7è Dan. És pintor i artista digital i membre d'Art of the Olympians (AOTO).